# アウラングゼーブ廟

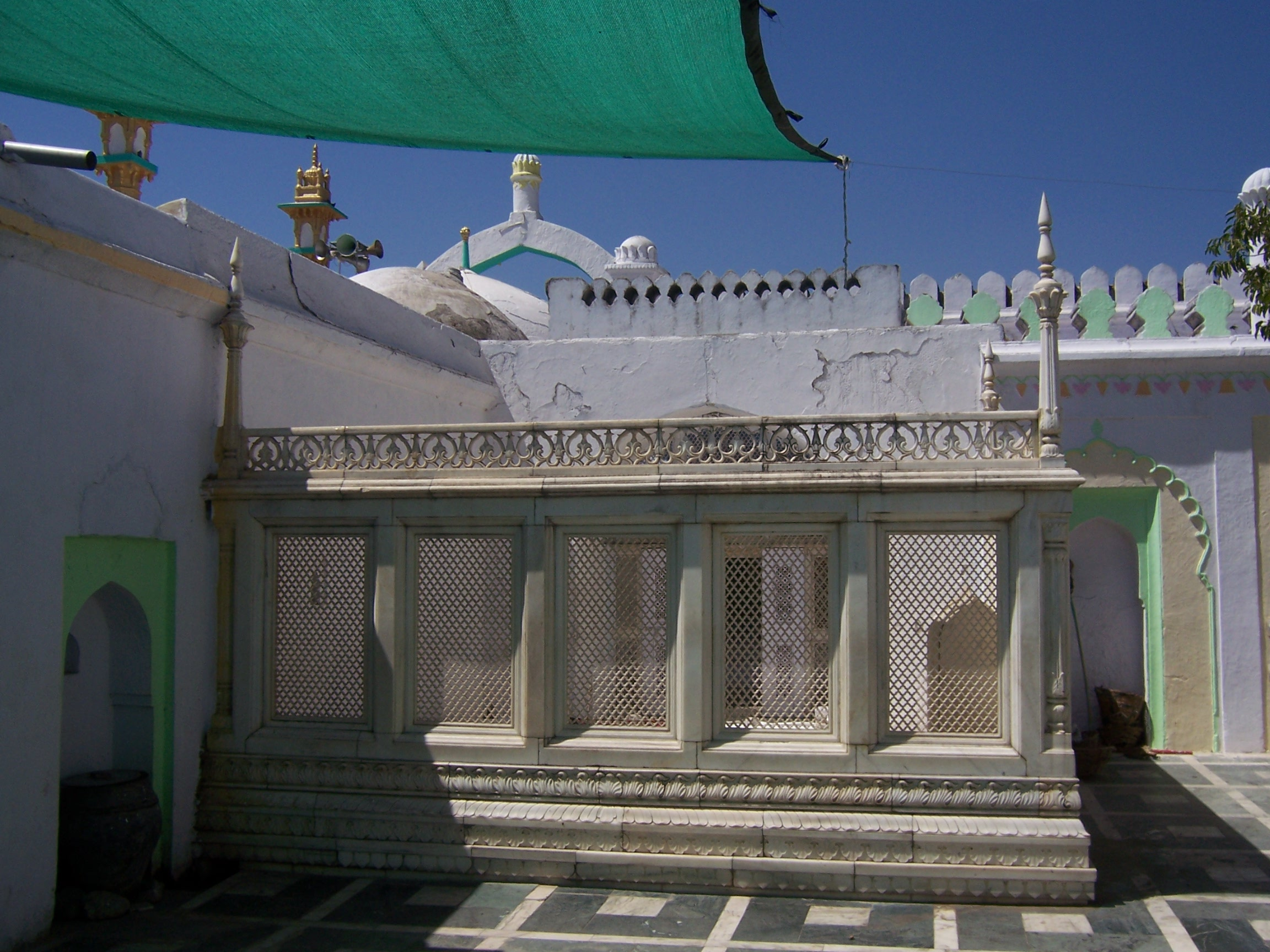
アウラングゼーブの墓

アウラングゼーブの墓 (アウラングゼーブの墓) は、マハラシュトラ州のチャトラパティ サンバジナガル地区のクルダバード にある霊廟。

## 歴史

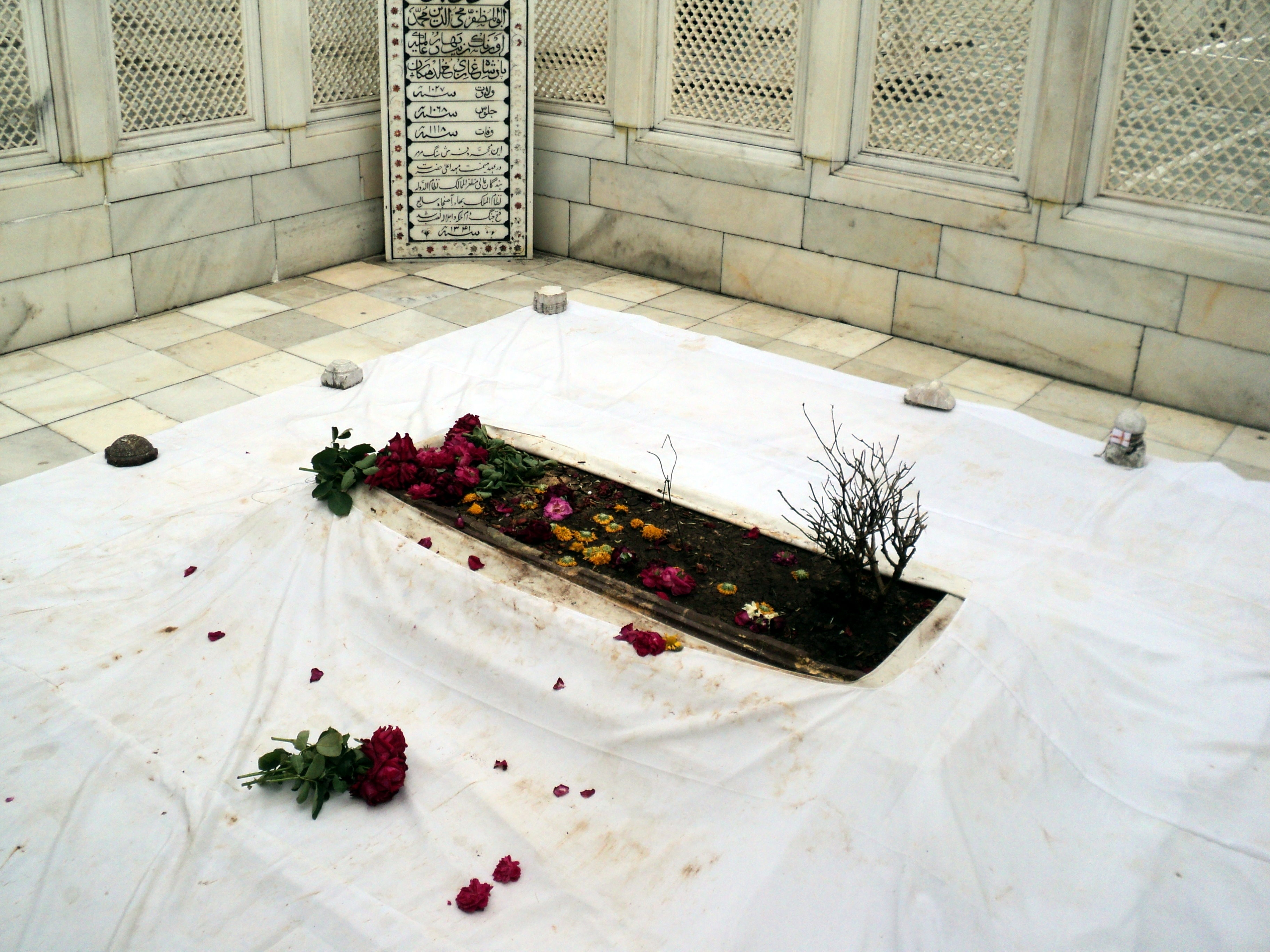
アウラングゼーブ廟の内部

1707年3月、アウラングゼーブがアフマドナガルで死亡した。その死の翌日、アウラングゼーブはフルダーバードにあるザイヌッディーン・シーラーズイーの墓廟の近くにあるこの廟に埋葬された。
この廟はスンナ派の教えに従った質素な廟であり、廟に屋根はない。アウラングゼーブの殉教精神がうかがえる様式になっている。